# Jurij Tjutjunnyk

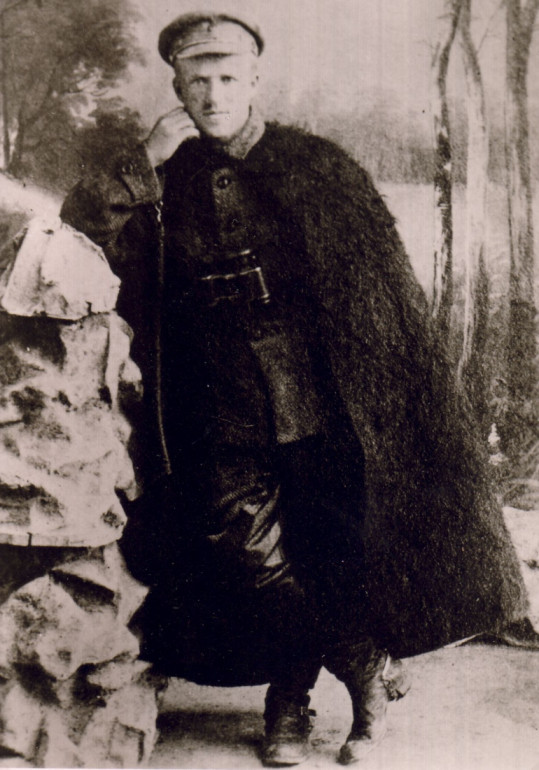
Jurij Tjutjunnyk (1920)

Jurij Jossypowytsch Tjutjunnyk (ukrainisch Юрій Йосипович Тютюнник, * 20. April 1891 in Budyschtsche, Gouvernement Kiew, Russisches Kaiserreich; † 20. Oktober 1930 in Moskau, Sowjetunion) war ein ukrainischer Offizier, Politiker, Drehbuchautor und Schauspieler.

## Biografie
Tjutjunnyks ältere Brüder gehörten der Partei der Sozialrevolutionäre an. Im Mai 1902 verhaftete die Polizei die gesamte Familie, weil die Brüder verbotene Parteiliteratur unter Bauern verteilten. Die Mutter und die minderjährigen Kinder wurden am selben Tag freigelassen und die Brüder in das Gouvernement Wologda geschickt. Tjutjunnyk sah sie nie wieder. Einer der Brüder floh 1907 aus dem Auslandsexil, der andere wurde bei einem Fluchtversuch verwundet und erschoss sich.

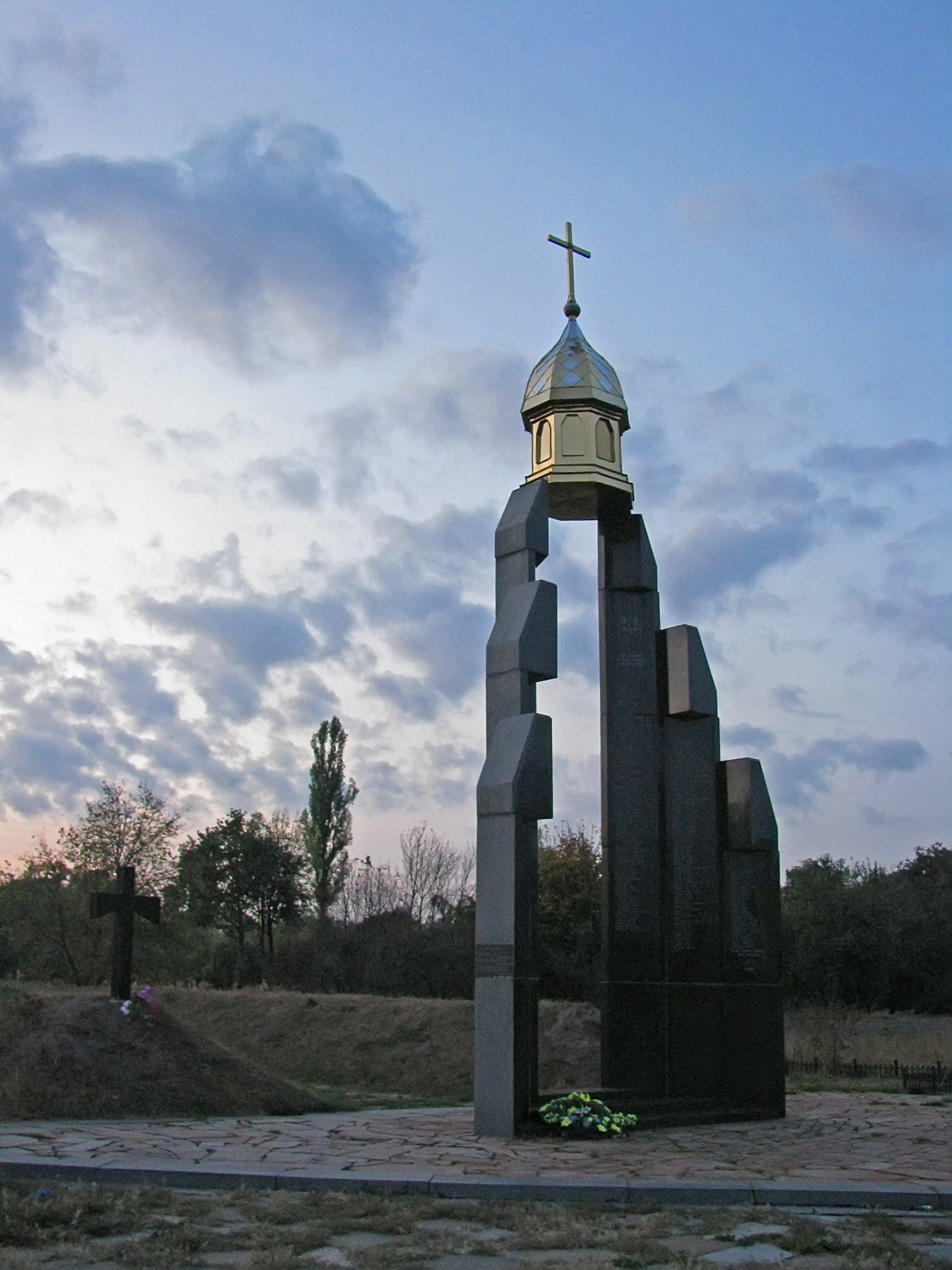
Denkmal für die Hinrichtung ukrainischer Partisanen bei Basar

Tjutjunnyk absolvierte eine Landwirtschaftsschule in Uman. 1913 bestand er die Prüfungen an einem Kiewer Privatgymnasium und wurde zur Armee eingezogen. Er begann seine Militärkarriere als Soldat des 6. Sibirischen Schützenregiments im Ersten Weltkrieg und wurde zum Fähnrich befördert. Nach der Februarrevolution 1917 beteiligte er sich aktiv an der Ukrainisierung von Teilen der russischen Armee. Im April 1917 gründete er einen nach Petro Doroschenko benannten ukrainischen Militärverein und bildete einen Monat später das 1. Ukrainische Simferopol-Regiment. Während des Zweiten Allukrainischen Militärkongresses am 10. Juni wurde er zum Abgeordneten der Zentralna Rada gewählt. Er kritisierte die Zentralna Rada dafür, dass sie keine klare nationale Ideologie und Handlungsstrategie und daher Angst vor entscheidenden Schritten habe und sich den Umständen anpasse.
Anfang 1918 begann er mit der Bildung von Abteilungen der Freien Kosaken in der Region Kiew. Die von ihm geführte aus bis zu 20.000 Soldaten bestandene Division besiegte mehrere bolschewistische Einheiten. Mit der Rückkehr der Zentralna Rada mit Hilfe deutscher Truppen wurden die Freien Kosaken demobilisiert. Während Pawlo Skoropadskyjs Herrschaft kontrollierte Tjutjunnyk große Gebiete der Regionen Kiew und Cherson. Er war Vorsitzender des Kiewer revolutionären Komitees, das einen Aufstand gegen das Hetmanat vorbereitete. Im Sommer 1918 wurde er verhaftet und zur Erschießung verurteilt. Am 14. Dezember organisierte er einen Aufstand im Lukjaniwska-Gefängnis und wurde freigelassen.
Im Jahr 1919 kämpfte er als Chef des Stabes von Matwij Hryhorjew einige Zeit mit der Roten Armee gegen Denikins Streitkräfte. Im Frühjahr brach er mit der bolschewistischen Politik, unterstützte den antikommunistischen Aufstand, wechselte auf die Seite der Ukrainischen Volksrepublik und führte als Kommandant einer aus 3000 Mitgliedern bestandenen Rebelleneinheit einen mehrere Kilometer langen Überfall durch die rechtsufrige Ukraine durch.
Er wurde zum Kommandanten der Kiewer Division und zum stellvertretenden Kommandanten der Armee der Ukrainischen Volksrepublik. Von Dezember 1919 bis Mai 1920 war er am Ersten Winterfeldzug beteiligt. Er wurde mit dem Eisernen Kreuz ausgezeichnet und zum Brigadegeneral befördert. Nach der Internierung ukrainischer Einheiten in Polen Ende 1920 legte er seine Waffen nicht nieder. Er leitete das Hauptquartier der Partisanen und Aufständischen, das den gesamtukrainischen Aufstand vorbereitete. Nach der Unterzeichnung des Friedensvertrags von Riga organisierte er in Lwiw neue Militäreinheiten zum Kampf gegen die Bolschewiki. Um den Widerstand zu organisieren, schickte er ältere ukrainische Offiziere und Soldaten aus polnischen Lagern in die Ukraine. Er befehligte die Armee der Aufständischen im Zweiten Winterfeldzug im November 1921. Seine drei aus 1500 Mitgliedern bestandenen Militäreinheiten begaben sich in das von den Bolschewiki kontrollierte Territorium östlich des Sbrutsch. Sie erlitten bei Basar (Rajon Korosten) eine Niederlage, bei der sie umzingelt wurden. Fast 400 Soldaten starben, mehr als 500 gerieten in Gefangenschaft, 359 von ihnen weigerten sich, der Roten Armee beizutreten und wurden erschossen. Dies war der letzte bewaffnete Teil der nationalen Befreiungskämpfe der Ukraine. Tjutjunnyk machte sich mit einer kleinen Abteilung auf den Weg nach Polen, wo er mit seinen Kameraden eine Genossenschaft zur gegenseitigen Unterstützung der Veteranen des Zweiten Winterfeldzugs gründete. Er bereitete sich auf die Fortsetzung des Kampfes vor, versuchte das Rebellennetzwerk wiederherzustellen und schickte Agenten in die Sowjetukraine.

## Haft und Tod

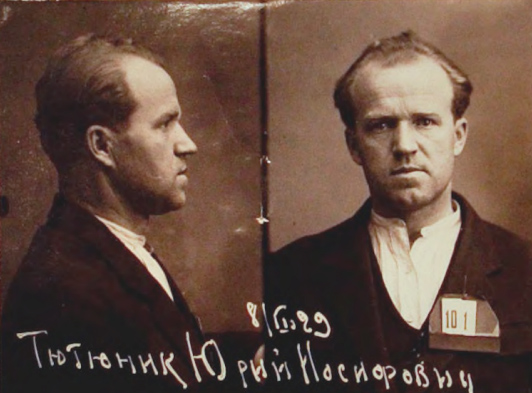
Jurij Tjutjunnyk nach seiner Verhaftung 1929

Als Tjutjunnyk 1923 unter einem falschen Vorwand in die Ukraine gelockt wurde, wurde er von der GPU verhaftet. Lange Zeit weigerte er sich, mit den sowjetischen Behörden zu kooperieren, doch dann arrangierte die Geheimpolizei ein Treffen mit seiner Frau und seiner Tochter in einer Zelle mit einem Ultimatum, dass er entweder einen Reuebrief verfassen solle oder alle hingerichtet werden. Am 15. August veröffentlichte Tjutjunnyk einen Appell „An alle ukrainischen Soldaten im Exil“. Der Öffentlichkeit wurde mitgeteilt, dass er freiwillig auf die Seite der Sowjetregierung getreten sei. Er wurde gezwungen, das Buch S poljakamy proty Wkrajiny (= „Mit den Polen gegen die Ukraine“) zu schreiben, das 1924 veröffentlicht wurde. Tjutjunnyks Rückkehr half, die USSR als ukrainischen Staat zu legitimieren.
Nach seiner Freilassung ließ er sich in Charkiw nieder, lehrte an der Roten Offiziersschule Charkiw, arbeitete bei der Allukrainischen Fotokinoverwaltung als Drehbuchautor und war zusammen mit Oleksandr Dowschenko und Majk Johansen Co-Autor des Drehbuchs zum Film Swenyhora. Er machte mit den Mitgliedern von WAPLITE und Jurij Janowskyj Bekanntschaft, der unter dem Einfluss seiner Vorschläge einen Roman schrieb. Zudem spielte Tjutjunnyk die Hauptrolle im Propaganda-Kunstdokumentarfilm P.K.P. (Piłsudski kaufte Petljura), in dem er sich selbst spielte.
Am 12. Februar 1929 wurde Tjutjunnyk zum zweiten Mal verhaftet und der „Propaganda des ukrainischen Faschismus und der Verschleierung konterrevolutionärer Elemente“ beschuldigt. Außerdem wurde ihm vorgeworfen, ein polnischer Spion zu sein. Er wurde zur „weiteren Untersuchung des Falles“ nach Moskau geschickt. Während der Verhöre versuchte die GPU, Informationen über den Zweiten Winterfeldzug zu unterdrücken. Am 20. Oktober 1930 wurde Tjutjunnyk in Moskau erschossen.

## Privates
Mütterlicherseits war Tjutjunnyk der Enkel von Taras Schewtschenkos Schwester Jaryna.

## Nachwirkung
Tjutjunnyks Memoiren wurden in ukrainischen Periodika veröffentlicht. Am 28. November 1997 wurde er durch die Entscheidung der Generalstaatsanwaltschaft der Ukraine rehabilitiert.
Im August 2021 wurde per Dekret des Präsidenten der Ukraine das 38. Flugabwehr-Raketenregiment des ukrainischen Heers nach Tjutjunnyk benannt. Im Zuge der Dekommunisierung in der Ukraine wurde im November 2022 durch einen Beschluss des Stadtrats von Kropywnyzkyj eine ehemals nach Dmitri Karbyschew benannte Straße in der Stadt nach Tjutjunnyk umbenannt.